# صفر قهرمانیان
صفر قهرمانیان یا صفر قهرمانی معروف به صفرخان (۱۴ اردیبهشت ۱۳۰۰ در روستای شیشوان – ۱۹ آبان ۱۳۸۱ در تهران) از زندانیان سیاسی مشهور ایرانی در زمان حکومت پهلوی بود. وی در زمان آزادی‌اش طولانی‌ترین زندان سیاسی را در تاریخ ایران - به مدت ۳۲ سال - تحمل کرده بود. صفر قهرمانیان افسر فرقه دموکرات آذربایجان بود و به همین جرم بازداشت گردید.

## زندگی

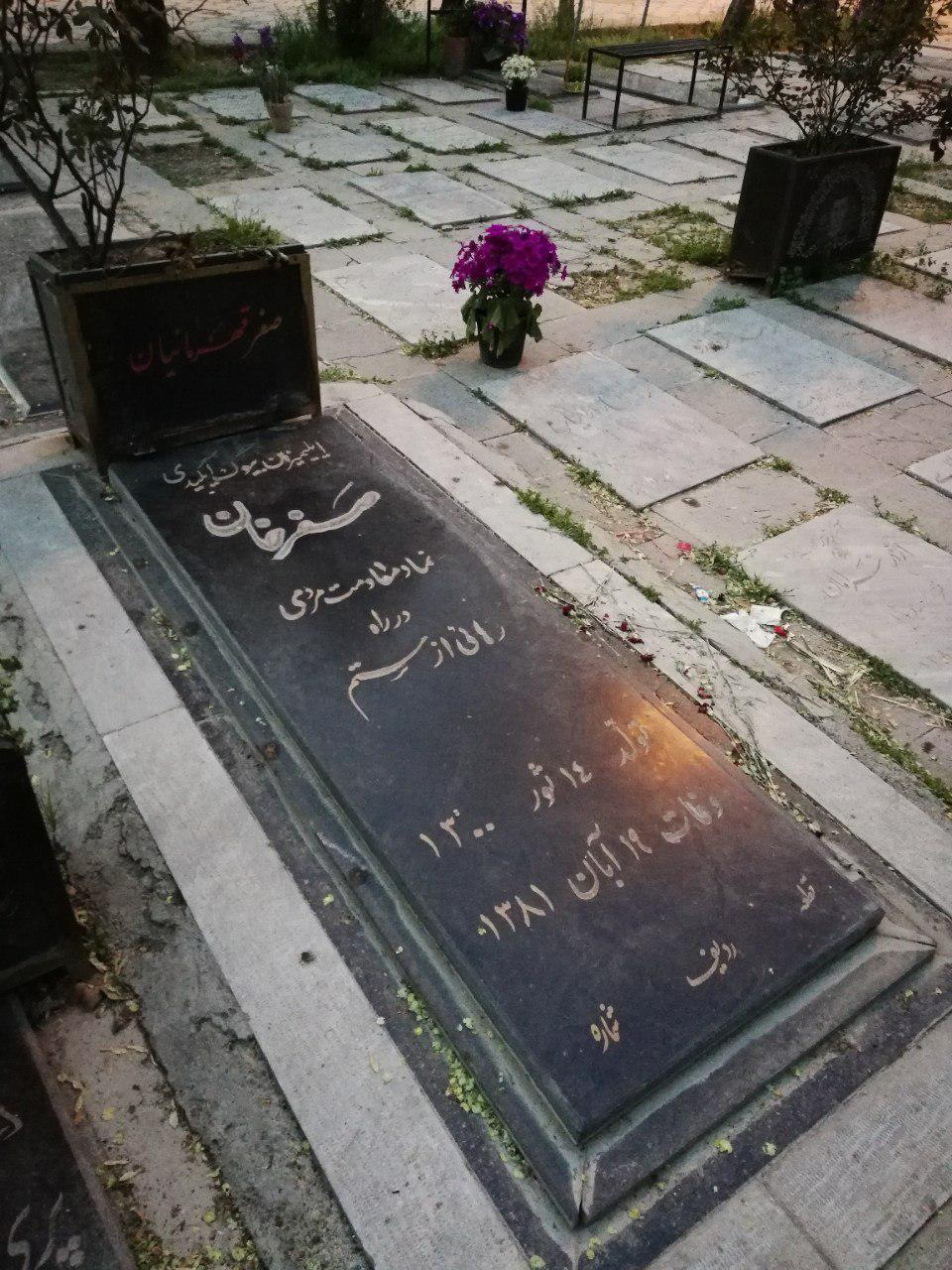
سنگ قبر صفر قهرمانیان در امامزاده طاهر کرج

صفر قهرمانیان در سال ۱۳۰۰ در روستای شیشوان از توابع عجب‌شیر، در خانواده‌ای کشاورز به دنیا آمد. او در سال ۱۳۲۱، آغاز به مبارزهٔ علنی علیه فئودال‌ها کرد. پس از آن به فرقهٔ دموکرات آذربایجان پیوست. «صفر خان» در سال ۱۳۲۴ همزمان با فعالیت‌های تجزیه طلبان آذربایجان به رهبری پیشه‌وری با خانم ملوک باقر پور ازدواج و در شورش فرقه دموکرات آذربایجان بر ضد رژیم شاه شرکت کرد و به درجه «ماژوری» (سرگردی) در ارتش فرقه پیشه وری آذربایجان رسید. پس از شکست فرقه، رهسپار عراق شد. در نیمهٔ دوم فروردین ۱۳۲۶ در عراق بازداشت شد و تا اواخر ۱۳۲۷ را در زندان‌های عراق زندانی بود. پس از آزادی به ایران بازگشت. در اسفند ماه همان سال، در یکی از روستاهای ارومیه بازداشت شد. دادگاه نظامی ابتدا او را به اعدام و سپس با یک درجه تخفیف به حبس ابد محکوم کرد. او در جریانات انقلاب ۱۳۵۷، در آبان ماه آن سال همراه سایر زندانیان سیاسی آزاد شد. صفر قهرمانیان در ۱۹ آبان ۱۳۸۱ در بیمارستان ایران‌مهر تهران در گذشت. سه روز بعد، در ۲۲ آبان در امامزاده طاهر کرج به خاک سپرده شد.